# Oblast Drohobytsch
Die Oblast Drohobytsch (auch Oblast Drogobytsch; ukrainisch Дрогобицька область/Drohobyzka oblast, russisch Дрогобычская область/Drogobytschkaja oblast) war eine Verwaltungseinheit in der Ukrainischen Sozialistischen Sowjetrepublik der Sowjetunion. Hauptstadt war Drohobytsch. 1956 zählte die Oblast 853.000 Einwohner auf einer Fläche von 10400 km².
Die Oblast wurde nach der sowjetischen Besetzung Ostpolens per Ukas des Präsidiums des Obersten Sowjets der Sowjetunion am 9. Dezember 1939 geschaffen und bestand bis zu ihrer Auflösung am 21. Mai 1959, als das Gebiet der Oblast Lwow (heute Oblast Lwiw) angeschlossen wurde.
Im März 1945 kamen die westlichsten Gebiete der Oblast wieder zu Polen:
- Rajon Birtscha
- Rajon Lisko
- westliche Teile des Rajons Peremyschl samt der Stadt Przemyśl

1948 folgte auch die Rückgabe des Rajons Medyka an Polen, 1951 gab es schließlich noch einen größeren Gebietsaustausch, bei dem der Rajon Ustriki-Dolnyje zurückgegeben wurde (siehe Polnisch-Sowjetischer Gebietsaustausch).

## Administrative Gliederung
Die Oblast setzte sich zunächst aus den folgenden ehemaligen polnischen Powiats (russisch Ujesd genannt) zusammen:
- Drogobytsch/Drohobycz (Дрогобычский уезд)
- Dobromil (Добромильский уезд) mit veränderten Grenzen
- Schidjetschuw/Żydaczów (Жидэчувский уезд)
- Lisko/Lesko (Лисковский уезд) mit veränderten Grenzen
- Mostyska/Mościska (Мостисский уезд)
- Peremyschl/Przemyśl (Перемышльский уезд)
- Rudki (Рудковский уезд)
- Sambor (Самборский уезд)
- Stryj (Стрыйский уезд)
- Turka (Туркский уезд)

Nach Beratungen am 10. Januar 1940 wurden am 17. Januar 1940 die Ujesde aufgelöst und durch folgende Rajone ersetzt (es werden die russischen Namen angeführt, da diese die zeitgenössischen amtlichen Bezeichnungen widerspiegelt):
- Rajon Birtscha mit Rajonszentrum Birtscha (Бирча)
- Rajon Borinja mit Rajonszentrum Borinja (Бориня)
- Rajon Borislaw mit Rajonszentrum Borislaw (Борислав)
- Rajon Chodorow mit Rajonszentrum Chodorow (Ходоров)
- Rajon Chyrow mit Rajonszentrum Chyrow (Хыров)
- Rajon Drogobytsch mit Rajonszentrum Drogobytsch (Дрогобыч)
- Rajon Dobromil mit Rajonszentrum Dobromil (Добромиль)
- Rajon Dubljany mit Rajonszentrum Dubljany (Дубляны)
- Rajon Komarno mit Rajonszentrum Komarno (Комарно)
- Rajon Krukenitschi mit Rajonszentrum Krukenitschi (Крукеничи)
- Rajon Lisko mit Rajonszentrum Lisko (Лиско)
- Rajon Medeniza mit Rajonszentrum Medeniza (Меденица)
- Rajon Medyka mit Rajonszentrum Medyka (Медыка)
- Rajon Mostyska mit Rajonszentrum Mostiska (Мостиска)
- Rajon Nikolajew mit Rajonszentrum Nikolajew (Николаев)
- Rajon Peremyschl mit Rajonszentrum Peremyschl (Перемышль)
- Rajon Podbusch mit Rajonszentrum Podbusch (Подбуж)
- Rajon Rudki mit Rajonszentrum Rudki (Рудки)
- Rajon Sambor mit Rajonszentrum Sambor (Самбор)
- Rajon Schurawno mit Rajonszentrum Schurawno (Журавно)
- Rajon Schidjetschuw mit Rajonszentrum Schidjetschuw (Жидєчув)
- Rajon Skole mit Rajonszentrum Skole (Сколе)
- Rajon Slawske mit Rajonszentrum Slawskoje (Славское)
- Rajon Streliski Nowyje mit Rajonszentrum Streliski Nowyje (Стрелиски Новые)
- Rajon Strelki mit Rajonszentrum Strelki (Стрелки)
- Rajon Stary Sambor mit Rajonszentrum Stary Sambor (Старый Самбор)
- Rajon Stry mit Rajonszentrum Stry (Стрый)
- Rajon Sudowaja Wischnja mit Rajonszentrum Sudowaja Wischnja (Судовая Вишня)
- Rajon Turka mit Rajonszentrum Turka (Турка)
- Rajon Ustriki-Dolnyje mit Rajonszentrum Ustriki-Dolnyje (Устрики-Дольные)

Dazu kamen die kreisfreien Städte Borislaw, Drogobytsch, Peremyschl, Sambor und Stryj.
Bei der Auflösung des Rajons bestanden noch 19 Rajone und 5 Kreisfreie Städte:
- Rajon Borinja
- Rajon Chodorow
- Rajon Dobromil
- Rajon Drogobytsch
- Rajon Schidatschow
- Rajon Komarno
- Rajon Medeniza
- Rajon Mostyska
- Rajon Nischankowitschi (Zentrum Nischankowitschi, 1945 nach der Auflösung des Rajons Peremyschl entstanden)
- Rajon Nikolajew
- Rajon Rudki
- Rajon Sambor
- Rajon Skole
- Rajon Slawske
- Rajon Stary Sambor
- Rajon Strelki
- Rajon Stryj
- Rajon Sudowaja Wischnja
- Rajon Turka

- Borislaw
- Drogobytsch
- Sambor
- Stryj
- Truskawez